# SpotemGottem
SpotemGottem, pseudonimo di Nehemiah Lamar Harden (Jacksonville, 19 ottobre 2001), è un rapper statunitense.

## Biografia
SpotemGottem si è fatto conoscere con la hit Beat Box (2020), classificatasi 12ª nella Billboard Hot 100, certificata doppio platino dalla Recording Industry Association of America e uno dei principali successi dell'intero anno negli Stati Uniti d'America; il brano è contenuto nell'album in studio Final Destination, arrivato al 70º posto della Billboard 200.
Back from the Dead, terzo LP, è stato reso disponibile per il consumo a partire dal maggio 2021 e ha esordito al 103º posto della classifica dischi nazionale.

## Questioni legali
Nel giugno 2017 Harden è stato arrestato nella contea di Duval con l'accusa di furto d'auto e possesso illegale d'arma da fuoco. Circa quattro anni più tardi viene nuovamente arrestato, questa volta con l'accusa di aver puntato una pistola con mirino laser contro un parcheggiatore di un hotel Marriott di Miami, con le gravanti di aggressione con arma da fuoco e possesso illegale d'arma da fuoco. Il 17 settembre seguente, Harden viene ferito all'anca durante una sparatoria avvenuta sull'autostrada I-95 nei pressi di Miami.
Il 26 giugno 2022 viene fermato per essere fuggito da alcuni agenti di polizia e per aver guidato un jet ski in maniera spericolata.
Il 20 giugno 2023, Harden viene arrestato nei pressi di North Miami Beach dopo essere fuggito da un posto di blocco. In seguito a ciò scoppiò un inseguimento, che terminò con uno scontro tra la Corvette del rapper e un altro veicolo. Dopo la perquisizione del veicolo da parte degli agenti, vennero rinvenute una Glock 23 con interruttore e un totale di 19 munizioni.

## Discografia

### Album in studio
- 2020 – Final Destination
- 2021 – Most Wanted
- 2021 – Back from the Dead

### EP
- 2019 – Osama Story

### Singoli
- 2019 – My Problems
- 2019 – Unfortunate
- 2019 – Demons
- 2019 – Pop 1 Pop 2 (con BigKayBeezy e NLB SIL)
- 2020 – Soulja Mentality
- 2020 – Run for It
- 2020 – My Legacy
- 2020 – Adore Me
- 2020 – Street Gossip
- 2020 – Beat Box (feat. Pooh Shiesty o DaBaby o Latto o Polo G o Young M.A)
- 2020 – Survivor
- 2020 – Attic
- 2020 – Ridin' with Ya Bae
- 2020 – Flaws
- 2021 – Creep
- 2021 – Federal
- 2021 – Sosa Flow
- 2021 – Killers on They Shit
- 2021 – SRT
- 2021 – Got a Lil Older (con Hurricane Wisdom)
- 2021 – Deep Fried
- 2022 – Don't Get Hit (con VVS Ken)
- 2022 – On a Tee (con Icewear Vezzo)
- 2022 – Creep When I Step
- 2022 – Get Backers
- 2022 – Twin Turbo (con Lil Spooki)
- 2022 – Block Got Hot
- 2023 – I Just Might
- 2023 – Dummie